# 伊萨菲厄泽
伊萨菲厄泽是冰岛西峽灣區伊萨菲亚扎拜尔市镇内的城镇。2023年时人口数量为2,744人。伊萨菲厄泽是西峡湾人口最多的聚居点，也是伊萨菲亚扎拜尔市镇的行政中心。